# Переполох в общаге
«Переполох в общаге» (англ. National Lampoon Presents Dorm Daze) — американская молодёжная комедия 2003 года, снятая Дэвидом и Скоттом Хилленбрэндами.
У фильма было несколько продолжений. В 2006 году вышел фильм «Переполох в общаге 2: Семестр на море», а в 2009 году фильм «Трансильмания».

## Сюжет
Закончился учебный семестр в университете Биллингсли и студенты собираются разъехаться по домам на время зимних каникул. Воспользовавшись отсутствием коменданта, Стайлс вызывает в общежитие проститутку по имени Доминик для своего брата Букера, чтобы тот мог потерять девственность. Букеру же никакая проститутка не нужна, поскольку у него есть девушка. Вонг тем временем ждёт прибытия студентки по обмену из Франции. Она не говорит по-английски и её также зовут Доминик. Появление в общежитии двух девушек с одинаковыми именами вызывает путаницу.
Джерри Фарбер тем временем получает некий конверт, внутри которого находит сумочку с большим количеством наличности. Девушка понимает, что получила этот конверт по ошибке и перезванивает по номеру указанному в записке, чтобы вернуть сумочку. Человек на том конце провода отказывается обсуждать что-либо по телефону и приходит в общежитие. Он оказывается наркоторговцем и теперь Джерри не знает, как от него избавиться. Некоторые обитатели общежития узнают, что в здании находится сумочка с большим количеством денег и принимаются искать её.
Параллельно разворачивается несколько других историй. Эдриан, будучи пьяной, провела прошлую ночь с ботаником Ньюмаром и теперь вынуждена скрываться от него. Произошедшее было случайностью, а ей на самом деле нравится Фузбал, который в свою очередь гей, но Эдриан этого не знает. В то же время ей приходится избегать ещё и Клэр, у которой она без спроса взяла сумочку, а теперь не может её найти. Клэр тем временем подозревает, что Эдриан может быть беременна уже от её парня. Все эти истории накладываются одна на одну и создают в общежитии переполох.

## В ролях
| Актёр             | Роль                        |
| ----------------- | --------------------------- |
| Тони Денмен       | Ньюмар                      |
| Кэмерон Ричардсон | Эдриан                      |
| Татьяна Али       | Клэр                        |
| Эдвин Ходж        | Тони                        |
| Марайа Делфино    | Джерри Фарбер               |
| Кортни Гейнс      | Лоренцо Розати              |
| Даниель Фишел     | Марла                       |
| Дженнифер Лайонс  | Линн                        |
| Рэнди Спеллинг    | Фузбал                      |
| Патрик Ренна      | Стайлс Макфи                |
| Крис Оуэн         | Букер Макфи                 |
| Гейбл Карр        | Рэйчел                      |
| Патрик Кавано     | Пит                         |
| Джеймс Дебелло    | Клифф Ричардс               |
| Пол Хэнсен Ким    | Вонг                        |
| Боти Блисс        | Доминик проститутка         |
| Мари Ноэль Маркиз | Доминик студентка по обмену |
| Грегори Хинтон    | Тэд                         |

## Рецензии
На сайте Rotten Tomatoes рейтинг фильма 0 % на основе 7 рецензии. В основном критики сошлись во мнении, что фильм дешёвый, глупый и несмешной. Было отмечено, что хотя фильм идёт под вывеской юмористического журнала National Lampoon, он очень не дотягивает до их прошлых хитов наподобие «Зверинца» (1978) и «Каникул» (1983). По мнению критиков, National Lampoon сейчас ассоциируется скорее с плохими фильмами. По мнению же Криса Парри с сайта eFilmCritic, самое смешное в этом фильме то, что он почему-то вызвал интерес в России, где смог собрать кассу в шесть раз больше, чем в самой Америке. По данным сайта Box Office Mojo сборы фильма в России составили 380 238$, в то время как в США фильм собрал 56 127$.